# 八棘扁天竺鯛
八棘扁天竺鯛（学名：Neamia octospina），又名菲律賓八棘天竺鯛、大面側仔、大目側仔，为輻鰭魚綱鈎頭魚目天竺鯛科扁天竺鯛屬下的一个种，分布於印度西太平洋區，從紅海、東非至菲律賓、澳洲海域，深度3至5公尺，本魚體呈卵圓形且側扁，頭大、眼大、口大且斜裂，頜齒細小，鋤骨和腭骨通常具齒，舌上無齒，身體呈半透明帶粉紅色至紅色，有3條從眼睛放射出來的黑線，臀鰭、背鰭有微弱的斑點，背鰭硬棘9枚、背鰭軟條9枚、臀鰭硬棘2枚、臀鰭軟條8枚，體長可達7公分，棲息在礁石區，夜間活動，屬肉食性，以浮游生物為食，繁殖期時，雄魚具有口孵習性，卵約7日化成仔魚，由雄魚吐出，具短暫的仔魚飄浮期，生活習性不明。